# Šljivovik (Bela Palanka)
Pour les articles homonymes, voir Šljivovik.
Šljivovik (en serbe cyrillique : Шљивовик) est un village de Serbie situé dans la municipalité de Bela Palanka, district de Pirot. Au recensement de 2011, il comptait 145 habitants.

## Démographie
| 1948  | 1953  | 1961  | 1971 | 1981 | 1991 | 2002 | 2011 |
| ----- | ----- | ----- | ---- | ---- | ---- | ---- | ---- |
| 1 122 | 1 155 | 1 009 | 818  | 552  | 391  | 263  | 145  |

|  |